# عيد الجلاء (سوريا)

احتفال بعيد الجلاء في حلب في ساحة سعد الله الجابري عام 2010 حيث يمكن رؤية علم الاستقلال في مشهد يجسد شخصيات سوريّة من التاريخ الحديث

عيد الجلاء يحتفل به في سوريا في يوم 17 نيسان / أبريل من كل عام، وهو تاريخ جلاء آخر جندي فرنسي عن الأراضي السورية في 17 أبريل 1946.
البعض يخلط بين يوم الاستقلال ويوم الجلاء فيوم الاستقلال هو يوم 8 مارس 1920، أما يوم الجلاء هو في 17 أبريل 1946.

## تاريخه
بعد الحرب العالمية الأولى، كانت الإمبراطورية العثمانية مقسمة إلى عدة دول مستقلة جديدة، مما أدى إلى إنشاء العالم العربي والجمهورية] الحديثة من تركيا. في أعقاب اتفاقية سايكس-بيكو بين فرنسا والمملكة المتحدة وروسيا في عام 1916، منحت عصبة الأمم فرنسا انتداب على سوريا ولبنان الحاليتين في عام 1923.
وقسمت فرنسا المنطقة إلى ست دويلات استنادا جزئيا إلى التركيبة الطائفية على الأرض في سوريا. لكن كل الطوائف السورية تقريباً كانت معادية للانتداب الفرنسي وللتقسيم الذي أحدثه. وقد تجلى ذلك بشكل أفضل في الثورات العديدة، بما في ذلك انتفاضة حماة عام 1925، التي واجهها الفرنسيون في الولايات السورية. أدى إضراب عام لمدة ستة أيام في ربيع عام 1936 إلى إصابة البلاد بالشلل وأجبر الحكومة الفرنسية جزئيًا على ذلك. للتفاوض حول المعاهدة السورية الفرنسية مع الكتلة الوطنية. ومع ذلك، لم ينسحب الفرنسيون على الفور بعد توقيع المعاهدة في خريف عام 1936.
مع سقوط فرنسا عام 1940 خلال الحرب العالمية الثانية، أصبحت سوريا تحت سيطرة حكومة فرنسا الفيشية حتى غزو البريطانيين وفرنسا الحرة مع حملة سوريا ولبنان و احتلت البلاد في يوليو 1941. أعلنت سوريا استقلالها في عام 1941 ولكن لم يتم الاعتراف بها كجمهورية مستقلة حتى 1 يناير 1944. مع ظهور الاحتجاجات السورية 1945 في عام 1945، بسبب الغزو البريطاني الذي أذن به السير ونستون تشرشل، قام الفرنسيون بإجلاء آخر قواتهم في 17 أبريل 1946. كان النظام الفرنسي قد اقترح المغادرة في 18 أبريل (الجمعة العظيمة) من عام 1946، لكن المسؤولين السوريين اختاروا تاريخًا أبكر قليلًا لتجنب إقامة احتفالات في العيد المسيحي.
عام 2018، مع استمرار الحرب الأهلية السورية، وبعد أيام فقط من هجوم دوما الكيميائي والضربات الصاروخية لعام 2018 ضد سوريا، حضر الفعاليات التذكارية لعيد الجلاء التي أقيمت في ساحة الأمويين بدمشق آلاف الأشخاص حاملين الأعلام السورية.
اعتبارًا من عام 2021، تحتفل الإدارة الذاتية لشمال وشرق سوريا بيوم الجلاء.

## مظاهر الاحتفال بذكرى جلاءالانتداب الفرنسي

### دمشق
احتفلت دمشق بالذكرى الأولى بـعيد الجلاء عبر تنظيم استعراض عسكري ضخم